# Lutogniew (gromada)
Lutogniew – dawna gromada, czyli najmniejsza jednostka podziału terytorialnego Polskiej Rzeczypospolitej Ludowej w latach 1954–1972.
Gromady, z gromadzkimi radami narodowymi (GRN) jako organami władzy najniższego stopnia na wsi, funkcjonowały od reformy reorganizującej administrację wiejską przeprowadzonej jesienią 1954 do momentu ich zniesienia z dniem 1 stycznia 1973, tym samym wypierając organizację gminną w latach 1954–1972.
Gromadę Lutogniew z siedzibą GRN w Lutogniewie utworzono – jako jedną z 8759 gromad na obszarze Polski – w powiecie krotoszyńskim w woj. poznańskim, na mocy uchwały nr 27/54 WRN w Poznaniu z dnia 5 października 1954. W skład jednostki weszły obszary dotychczasowych gromad Dzierżanów, Lutogniew i Wróżewy oraz leśniczówka Chmielnik (niektóre parcele z karty 2 obrębu Osusz i z karty 3 obrębu Zamkowy Folwark) z dotychczasowej gromady Osusz ze zniesionej gminy Krotoszyn, a także obszar dotychczasowej gromady Romanów ze zniesionej gminy Kobylin – w tymże powiecie. Dla gromady ustalono 13 członków gromadzkiej rady narodowej.
Gromadę zniesiono 1 stycznia 1960, a jej obszar włączono do nowo utworzonej gromady Krotoszyn-Północ w tymże powiecie.